# Huracán San Felipe II
Huracán San Felipe II o Huracán Okeechobee fue un mortífero huracán que golpeó las Islas de Barlovento, Puerto Rico, Las Bahamas, y el estado de Florida (EE. UU.) en la Temporada de Huracanes en el Atlántico de 1928. Fue el primer huracán grabado, además obtuvo la categoría 5 en la escala Saffir-Simpson en el Atlántico; también se le considera uno de los huracanes más intensos que han golpeado a Estados Unidos.
El huracán causó devastación a su paso. Más de 1200 personas murieron en Guadalupe. La tormenta golpeó directamente a Puerto Rico, matando a más de 300 personas y destruyendo todo tipo de viviendas a su paso. En el sur del estado de Florida (Estados Unidos) murieron más de 2500 cuando la tormenta llegó al lago Okeechobee rompiendo el dique, lo que ocasionó inundaciones de cientos de millas cuadradas. En total, el huracán mató a más de 4078 personas, y causó más de 100 millones de dólares en daños.
| Categoría | Huracán          | Año  | Presión atmosférica en hPa |
| --------- | ---------------- | ---- | -------------------------- |
| 1         | Labor-Day        | 1935 | 892                        |
| 2         | Camille          | 1969 | 909                        |
| 3         | Katrina          | 2005 | 920                        |
| 4         | Andrew           | 1992 | 922                        |
| 5         | Indianola        | 1886 | 925                        |
| 6         | Cayos de Florida | 1919 | 927                        |
| 7         | San Felipe II    | 1928 | 929                        |
| 8         | Donna            | 1960 | 930                        |
| 9         | Nueva Orleans    | 1915 | 931                        |
| 10        | Carla            | 1961 | 931                        |
|           |                  |      |                            |

260 km/h había sido hasta entonces la mayor velocidad medida en un huracán atlántico en Puerto Rico. Fue en 1950 cuando llegó con mayor fuerza el huracán Dog. En base de esta medición el huracán Okeechobee es considerado como el primero en la categoría 5 en el Atlántico aunque se cree con seguridad que en épocas anteriores se han alcanzado huracanes con esta fuerza, así, por ejemplo, el Gran Huracán de La Habana (1846) pero que no fue medido.

## Nombre
El huracán recibió este nombre ya que su ojo alcanzó tierra el día de la festividad cristiana del apóstol san Felipe. Desde el comienzo de la colonización española en el año 1492 fue costumbre en Latinoamérica nombrar a los huracanes con el nombre del santo que tenía su festividad el día en que se desencadenaba. Fue llamado «Segundo»  debido a que Puerto Rico el mismo día, 52 años antes, ya había sufrido un fuerte huracán.